# 台中假土茯苓
台中假土茯苓（学名：Heterosmilax seisuiensis），也称为台湾肖菝葜，为菝葜科肖菝葜属下的一个种。
现接受名为台湾肖菝葜（Smilax seisuiensis (Hayata) P.Li & C.X.Fu, 2013）。